# 全国私立学校教職員組合連合
全国私立学校教職員組合連合（ぜんこくしりつがっこうきょうしょくいんくみあいれんごう）とは、私立の幼稚園・小学校・中学校・高等学校・専門学校（専修学校・各種学校）で働く教職員の労働組合の全国組織。
略称は、全国私教連（ぜんこくしきょうれん）。主に、公私の教育条件の格差を是正や、私学助成の拡充などを活動の拠点にしている。

## 概要
全日本教職員組合（全教）に加盟しており、組織組合は40組合(2017年2月現在）、組織人数は約2万人にのぼる（2006年11月現在）。また、全教に加盟している関係もあり、方針などは全教と共通している部分がある。特に、3000万人署名は顕著である。

## 専門部
- 青年協議会
- 女性協議会
- 職員連絡会
- 幼稚園協議会
- 専修・各種学校協議会

## 加盟組織
- 北海道私立学校教職員組合 - ウェイバックマシン（2016年3月4日アーカイブ分）
- 青森県私立学校教職員組合連合
- 秋田和洋高等学校教職員組合
- 岩手県私学教職員組合連合
- 山形県私立学校教職員組合連合
- 宮城県私立学校教職員組合
- 福島県私立学校教職員組合連合

- 栃木県私立学校教職員組合連合
- 茨城県私立学校教職員組合連合
- 埼玉県私立学校教職員組合連合
- 千葉県私立学校教職員組合連合
- 東京私立学校教職員組合連合
- 神奈川私学教職員組合連合
- 山梨英和学院教職員組合

- 長野県私立学校教職員組合連合
- 新潟県私立校教職員組合連合
- 富山私学教職員組合連合
- 石川私学学校教職員労働組合
- 北陸高等学校教職員組合
- 静岡県私学教職員組合連合
- 愛知県私立学校教職員組合連合
- 岐阜県私立学校教職員組合連合

- 滋賀県私立学校教職員組合連合
- 京都私学教職員組合
- 大阪私学教職員組合
- 兵庫県私立学校教職員組合連合

- 岡山県私立学校教職員組合連合
- 松江西高校教職員組合
- 広島私学教職員組合協議会
- 山口県私立学校教職員組合連合
- 香川県私立学校教職員組合連合
- 愛媛県私立学校教職員組合連合
- 高知私学教職員組合

- 福岡県私立学校教職員組合連合
- 佐賀県私立学校教職員組合連合
- 長崎県私立学校教職員組合連合
- 大分県私立学校教職員組合連合
- 熊本県私立学校教職員組合連合
- 宮崎県私立学校教職員組合連合
- 鹿児島県私立学校教職員組合連合